# Монтеварки
Монтеварки (итал. Montevarchi) град је у средишњој Италији. То је други по величини град округа Арецо у оквиру италијанске покрајине Тоскана.

## Природне одлике
Град Монтеварки налази се у средишњем делу Италије, 50 км југоисточно од Фиренце, седишта покрајине. Град се налази у равници реке Арно, изнад које се ка северу издижу средишњи Апенини.

## Географија
| Клима (Монтеварки)       | Клима (Монтеварки) | Клима (Монтеварки) | Клима (Монтеварки) | Клима (Монтеварки) | Клима (Монтеварки) | Клима (Монтеварки) | Клима (Монтеварки) | Клима (Монтеварки) | Клима (Монтеварки) | Клима (Монтеварки) | Клима (Монтеварки) | Клима (Монтеварки) | Клима (Монтеварки) |
| Показатељ \ Месец        | .Јан.              | .Феб.              | .Мар.              | .Апр.              | .Мај.              | .Јун.              | .Јул.              | .Авг.              | .Сеп.              | .Окт.              | .Нов.              | .Дец.              | .Год.              |
| ------------------------ | ------------------ | ------------------ | ------------------ | ------------------ | ------------------ | ------------------ | ------------------ | ------------------ | ------------------ | ------------------ | ------------------ | ------------------ | ------------------ |
| Средњи максимум, °C (°F) | 8,2 (46,8)         | 10,4 (50,7)        | 14,5 (58,1)        | 18,5 (65,3)        | 22,5 (72,5)        | 27,2 (81)          | 30,9 (87,6)        | 30,1 (86,2)        | 26,1 (79)          | 19,5 (67,1)        | 13,6 (56,5)        | 9,3 (48,7)         | 30,9 (87,6)        |
| Средњи минимум, °C (°F)  | 0,9 (33,6)         | 1,8 (35,2)         | 4,3 (39,7)         | 7,3 (45,1)         | 11,1 (52)          | 14,6 (58,3)        | 16,8 (62,2)        | 16,4 (61,5)        | 13,9 (57)          | 9,6 (49,3)         | 5,0 (41)           | 1,8 (35,2)         | 0,9 (33,6)         |
| [ тражи се извор ]       |                    |                    |                    |                    |                    |                    |                    |                    |                    |                    |                    |                    |                    |

## Становништво
Према резултатима пописа становништва 2011. у општини је живело 23.971 становника.
| 1931.  | 1936.  | 1951.  | 1961.  | 1971.  | 1981.  | 1991.  | 2001.  | 2011.  |
| ------ | ------ | ------ | ------ | ------ | ------ | ------ | ------ | ------ |
| 15.389 | 15.695 | 16.920 | 20.117 | 22.725 | 22.308 | 21.710 | 22.239 | 23.971 |

Монтеварки данас има око 24.000 становника (бројчано други град у округу), махом Италијана. Током протеклих деценија градско становништво стагнира.

## Партнерски градови
- Витлејем
- Рахат
- Роан
- Кицинген

## Галерија
- Колегијата, главна градска црква
- Кнежев двор
- Вила Масини
- Градске зидине